# مايك غارسيا (لاعب كرة قاعدة)
مايك غارسيا (بالإنجليزية: Mike Garcia)‏ هو لاعب كرة قاعدة أمريكي، ولد في 11 مايو 1968 في ريفرسايد في الولايات المتحدة.

## وصلات خارجية
- مايك غارسيا (لاعب كرة قاعدة) على موقعبيزبول رفرنس.كوم (الدوري الرئيسي) (الإنجليزية)
- مايك غارسيا (لاعب كرة قاعدة) على موقعبيزبول رفرنس.كوم (الدوري الثانوي) (الإنجليزية)